# Tianzhou 4
Tianzhou 4 – czwarty lot chińskiego automatycznego statku transportowego Tianzhou. Wystrzelony 9 maja 2022 roku rakietą Chang Zheng 7 w kierunku modułu Tianhe

## Misja
Celem misji jest dostarczenie 6 ton zaopatrzenia dla załogi.